# Municipio de Bethany (Míchigan)
El municipio de Bethany (en inglés: Bethany Township) es un municipio ubicado en el condado de Gratiot en el estado estadounidense de Míchigan. En el año 2010 tenía una población de 1407 habitantes y una densidad poblacional de 15,65 personas por km².

## Geografía
El municipio de Bethany se encuentra ubicado en las coordenadas 43°25′33″N 84°32′34″O / 43.42583, -84.54278. Según la Oficina del Censo de los Estados Unidos, el municipio tiene una superficie total de 89.88 km², de la cual 89,54 km² corresponden a tierra firme y (0,38 %) 0,34 km² es agua.

## Demografía
Según el censo de 2010, había 1407 personas residiendo en el municipio de Bethany. La densidad de población era de 15,65 hab./km². De los 1407 habitantes, el municipio de Bethany estaba compuesto por el 95,52 % blancos, el 0,71 % eran afroamericanos, el 0,64 % eran amerindios, el 0,14 % eran asiáticos, el 1,35 % eran de otras razas y el 1,63 % eran de una mezcla de razas. Del total de la población el 4,69 % eran hispanos o latinos de cualquier raza.